# Радио Сахалин
Радио Сахалин – первая сахалинская радиостанция. Принадлежит ФГУП ГТРК «Сахалин». Московский ретранслятор –  Радио России. С 1991 г. называется «Радио России Сахалин»

## История
Первая радиостанция на Сахалине начала вещать в 1934 году в г. Александровск-Сахалинский, в северной части острова Сахалин. С 1991 года вместо Всесоюзного радио московским ретранслятором стало Радио России. С 1960-х на УКВ 67,64 МГц (в 1990-х перенесено на FM 105,0 МГц, позже произошёл переход на FM 106,0 МГц).

## Города вещания
- Южно-Сахалинск – 106,0
- Александровск-Сахалинский – 102,2
- Анива - 106,0
- Бошняково — 101,4
- Вал — 100,3
- Головнино — 102,8
- Горнозаводск — 106,1
- Восточное — 100,6
- Долинск — 102,0
- Корсаков – 107,6
- Крабозаводское – 102,6
- Курильск — 102,5
- Лесогорское — 102,7
- Макаров — 102,2
- Малокурильское — 103,1
- Мгачи — 103,9
- Новиково  — 102,4
- Ныш — 102,0
- Озёрское — 107,2
- Невельск — 102,1
- Ноглики — 88,0
- Ныш — 102,0
- Оха — 106,0
- Охотское — 106,2
- Поронайск — 103,2
- Правда — 101,8
- Пятиречье — 107,7
- Рейдово — 101,0
- Северо-Курильск — 101,5
- Смирных — 101,4
- Томари — 101,9
- Тымовское — 100,9
- Углегорск — 107,5
- Холмск — 104,8
- Шебунино — 101,5
- Чапланово — 103,9
- Чехов — 104,0
- Южно-Курильск — 107,8

Планируемое вещание:
- Хоэ — 103,7

## Вещание прекращено
- Южно-Сахалинск - 279 кГц и 67,64 УКВ
- Александровск-Сахалинский - 792 кГц
- Невельск - 101,7

## Программы собственного производства
- Вести. Сахалин. Курилы. (выходит в эфир в рамках других эфирных программ)
- Сахалинское радио (выходит в эфир с 8:10 до 9:00, с 12:10 до 13:00, и с 14:10 до 15:00) с изменениями часовых поясов, выходят в эфир с 7:10 до 8:00, с 11:10 до 12:00 и с 13:10 до 14:00
- Программа на корейском языке (выходит в эфир с 19:10 до 20:00, с изменениями часовых поясов, выходят в эфир с 18:10 до 19:00)

## Интересные факты
- С 1998 по 2001 г. на частоте СВ 531 кГц вещало «Радио Сахалин», но совершенно другого, молодёжного направления. Позже сменило Авторадио (сетевой партнер ООО ТК «АСТВ»).
- В 2009 г. эфир сахалинского радио на частоте ДВ 279 кГц был пойман радиолюбителем в Лос-Анджелесе.

## Дочерние радиостанции Радио Сахалин, в Южно-Сахалинске
- Радио Маяк - 103,5 FM
- Радио России - 106,0 FM
- Вести FM - 107,2 FM